# Talarforum
Talarforum i Skandinavien AB, även Talarforum och TFkoncernen, är Sveriges största talarförmedling  med över 8000 talare, utbildare, experter, moderatorer, underhållare och inspiratörer från såväl Sverige som resten av världen. TFkoncernen arbetar med drygt 4 000 matchingsuppdrag om året. I Sverige har Talarforum kontor i Stockholm, Göteborg och Malmö. Koncernen omsatte 2014, 178 miljoner SEK och har 51 anställda.

## Personligheter
Några av de personer som arbetar med Talarforum är

- Henrik Frenkel
- Alexandra Pascalidou
- Anders Borg
- Andreas Ekström
- Anna Kinberg Batra
- Annika Östberg
- Aron Anderson
- Azita Shariati
- Benny Haag
- Christina Stielli
- Elaine Eksvärd
- Eva Hamilton
- Fredrik Reinfeldt
- Frida Boisen
- Göran Persson [4]
- Hans Blix [4]
- Johan Wester
- Jonas Eriksson
- Katarina Gospic
- Leo Razzak [5]
- Madeleine Westin
- Maria Strømme
- Martti Ahtisaari [4]
- Mattias Klum
- Mia Törnblom [5]
- Mustafa Can
- Nisha Besara
- Olof Röhlander
- Paolo Roberto [6]
- Per Holknekt
- Per Morberg [5]
- Per Naroskin [7]
- Per Schlingmann
- Peter Forsberg
- Petter Askergren
- Pär Johansson
- Rune Larsson [5]
- Tobias Karlsson
- Tone Bekkestad

### Årets Talare
Sedan 2006 har Talarforum delat ut ett pris till den föreläsare som gjort störst skillnad i föreläsarsverige under det gångna året. Följande personer har fått utmärkelsen Årets Talare

- Nisse Simonson[8], 2006
- Rune Larsson[9], 2007
- Björn Söderberg[10], 2008
- Magnus Lindkvist[11], 2009
- Jörgen Oom[12], 2010
- Olof Röhlander[13], 2011
- Stefan Hyttfors[14], 2012 - Genombrott
- Katarina Hultling[15], 2012 - Moderator
- Mia Törnblom[14], 2012 - Kvinna
- Colin Moon[15], 2012 - Man
- Hans Blix[16], 2013 - Hederspris
- Robert Karjel[17], 2013 - Genombrott
- Ellinor Persson[16], 2013 - Moderator
- Annika Östberg[17], 2013 - Kvinna
- Paolo Roberto[16], 2013 - Man
- Milad Mohammadi[18], 2014 - Genombrott
- Gabriella Ahlström[18], 2014 - Moderator
- Christina Stielli[19], 2014 - Kvinna
- Stefan Hyttfors[18], 2014 - Man
- Andreas Ekström[20], 2015 - Genombrott
- Jenny Strömstedt[20], 2015 - Moderator
- Christina Stielli[20], 2015 - Kvinna
- Olof Röhlander[20], 2015 - Man
- Tobias Karlsson, 2016 - Genombrott
- Titti Schultz, 2016 - Moderator
- Robert Karjel, 2016 Man
- Elaine Eksvärd, 2016 Kvinna
- Fredrik Reinfeldt, 2016 Hederspris
- Christina Rickardsson, 2017 - Genombrott
- Rickard Olsson, 2017 - Moderator
- Petter Askergren[21][22], 2017 Man
- Ami Hemviken[21], 2017 Kvinna
- Pär Johansson, 2017 Hederspris
- Charbél Gabro, 2018 Genombrott[23]
- Alexandra Pascalidou, 2018 - Moderator
- Andreas Ekström[24], 2018 Man
- Susanne Pettersson[25], 2018 Kvinna
- Linnéa Claeson, [26]2018 Hederspris
- Shahrzad Kiavash, Genombrott Kvinna, 2019
- Gunnar Söderström, Genombrott Man, 2019
- Elizabeth Kuylenstierna, Kvinna, 2019
- Christer Olsson, Man, 2019
- Beata Wickbom, Moderator, 2019
- Kjell A. Nordström, Hederspris, 2019